# Râul Tișovița
Râul Tișovița este un curs de apă, afluent al Dunării. 